# Maria Tziatzi-Papagianni
Maria Tziatzi-Papagianni (griechisch Μαρία Τζιάτζη-Παπαγιάννη, * 1. Oktober 1965 in Serres) ist eine griechische Wissenschaftlerin und Fachbuchautorin.

## Leben
Maria Tziatzi-Papagianni studierte von 1983 bis 1987 an der Hochschule für Philosophie, der Aristoteles-Universität, in Thessaloniki Griechische Literatur. Für ihr Studium erhielt sie ein Stipendium des State Scholarship Foundation (IKY). Für ihre Dissertation "Die Sprüche der sieben Weisen, . Zwei byzantinische Sammlungen" (Stuttgart/Leipzig 1994), die sie von 1988 und 1992 an der Universität Hamburg absolvierte und die mit der Note summa cum laude bewertet, erhielt sie im Jahr 1995 den Kurt-Hartwig-Siemers-Wissenschaftspreis der Hamburgischen Wissenschaftliche Stiftung. Sie war als wissenschaftliche Mitarbeiterin im Arbeitsbereich II: Byzantinistik und Neugriechische Philologie an der Universität Hamburg tätig. Die Dissertation wurde in der Reihe "Beiträge zur Altertumskunde" (Band 51.) vom Teubner-Verlag veröffentlicht. Von Anfang 1991 bis Ende 1992 war sie Mitglied des Graduiertenkollegs "Die Tradition von Texten"  und belegte Kurse in der Klassik, byzantinischen, Neugriechisch und romanischen Philologie, sowie Kurse in Medizin, Mathematik und Astronomie in der Antike.

## Werke
- Theodori Metropolitae Cyzici Epistulae. De Gruyter 2012, ISBN 978-3110224740
- Die Sprüche der sieben Weisen. B.G. Teubner 1994, ISBN 3-519-07600-4

## Publikationen (Auswahl)
- Über Zitate und Anspielungen in der Alexias Anna Komnenes sowie Anklänge derselben in den späteren Geschichtsschreibern - In: Byzantinische Zeitschrift vol. 97 (2004) S. 167-186
- Zur panegyrischen Rede des Theophylaktos von Achrida auf Kaiser Alexios I. Komnenos, - In: Jahrbuch der österreichischen Byzantinistik vol. 54 (2004) S. 191-206
- Die Korrespondenz des Theodoros von Kyzikos im Codex Laura ? 126: Textkritische Beiträge, - In: Byzantinische Zeitschrift vol. 96 (2003) S. 223-268
- Theodoros Prodromos. Historisches Gedicht LXXVIII, Byzantinische Zeitschrift 86/87, 2 (1993/1994), σελ. 363-382.
- Eine gekürzte Fassung der delphischen Sprüche der sieben Weisen. Hermes 125. 3 (1997), σελ. 309-329.
- Eine neue Variante eines Distichons der Comparatio Menandri et Philistionis. Hermes 126. 2 (1998), σελ. 253-255.
- Ein bisher unediertes byzantinisches Alphabet: Η μελέτη αυτή δημοσιεύτηκε στον τιμητικό τόμο για τα εβδομήντα χρόνια του καθηγητή της Βυζαντινής Φιλολογίας του Πανεπιστημίου του Αμβούργου κ. Αθαν. Καμπύλη: "Lesarten. Festschrift für Athanasios Kambylis zum 70. Geburtstag dargebracht von Schülern, Kollegen und Freunden. Herausgegeben von I. Vassis, G.S. Henrich, D.R. Reinsch", Berlin-New York 1998, σελ. 226-239. Ο τόμος εκδόθηκε στο Βερολίνο από τον εκδοτικό οίκο Walter de Gruyter.
- Die Korrespondenz des Theodoros von Kyzikos im Codex Laura W 126: Textkritische Beiträge. BZ 96 (2003) 223-68.
- Die Epistel Nr. 3 (ed. Lampros) des Theodoros, Bischofs von Kyzikos, im Codex Vind. phil. gr. 342. In: L'epistolographie et la poésie épigrammatique: Projets actuels et questions de méthodologie. Actes de la 16e Table ronde org. par Wolfram Hörandner et Michael Grünbart dans le cadre du XXe Congrès international des études byzantines (Dossiers byzantins 3). Paris 2003, 103-20

## Auszeichnungen
- 1995 Kurt-Hartwig-Siemers-Wissenschaftspreis